# Rally Comunidad de Madrid de 2016
El Rally Comunidad de Madrid de 2016 fue la séptima edición y la décima y última ronda de la temporada 2016 del Campeonato de España de Rally. Se celebró entre el 19 de noviembre y el 20 de noviembre y contó con un itinerario de trece tramos que sumaban un total de 180,43 km cronometrados.

## Itinerario
| Día   | Tramo                 | Nombre                     | Distancia | Hora                     | Ganador                  | Tiempo                   | Líder                    |
| Día 1 |                       |                            |           |                          |                          |                          |                          |
| ----- | --------------------- | -------------------------- | --------- | ------------------------ | ------------------------ | ------------------------ | ------------------------ |
| Día 1 | TC1                   | Puerto de la Puebla        | 15.48 km  | 17:28                    | Cristian García Martínez | 7:41.9                   | Nil Solans               |
| Día 1 | TC2                   | Puerto de Canencia Norte   | 13.20 km  | 18:34                    | Alberto Monarri          | 7:07.2                   | Alberto Monarri          |
| Día 1 | TC3                   | Circuito del Jarama        | 14.67 km  | 19:30                    | Álvaro Lobera            | 8:36.5                   | Nil Solans               |
| Día 1 | TC4                   | Puerto de la Puebla 2      | 15.48 km  | 21:56                    | Cristian García Martínez | 7:46.7                   | Nil Solans               |
| Día 1 | TC5                   | Puerto de Canencia Norte 2 | 13.20 km  | 23:02                    | Alberto Monarri          | 7:00.0                   | Cristian García Martínez |
| Día 2 |                       |                            |           |                          |                          |                          | Cristian García Martínez |
| TC6   | La Lancha             | 10.71 km                   | 08:53     | Nil Solans               | 5:26.0                   |                          | Cristian García Martínez |
| TC7   | Arrebatacapas         | 15.60 km                   | 09:31     | Daniel Marbán            | 8:12.4                   | Nil Solans               |                          |
| TC8   | El Herradón           | 15.20 km                   | 09:55     | Cristian García Martínez | 7:14.9                   | Cristian García Martínez |                          |
| TC9   | La Lancha 2           | 10.71 km                   | 11:30     | Cristian García Martínez | 5:26.5                   | Cristian García Martínez |                          |
| TC10  | Arrebatacapas 2       | 15.60 km                   | 12:08     | Cristian García Martínez | 8:11.2                   | Cristian García Martínez |                          |
| TC11  | El Herradón 2         | 15.20 km                   | 12:32     | Cristian García Martínez | 7:14.9                   | Cristian García Martínez |                          |
| TC12  | La Lancha 3           | 10.71 km                   | 14:07     | Nil Solans               | 5:29.1                   | Cristian García Martínez |                          |
| TC13  | Circuito del Jarama 2 | 14.67 km                   | 16:00     | Álvaro Lobera            | 8:35.1                   | Cristian García Martínez |                          |

## Clasificación final
| Pos. | Piloto                   | Copiloto                 | Automóvil               | Tiempo    | Diferencia |
| ---- | ------------------------ | ------------------------ | ----------------------- | --------- | ---------- |
| 1.   | Cristian García Martínez | Rebeca Liso              | Mitsubishi Lancer Evo X | 1:34:56.1 | 0.0        |
| 2.   | Sergio Vallejo           | Diego Vallejo            | Citroën DS3 R5          | 1:35:22.4 | +26.3      |
| 3.   | Nil Solans               | Miquel Ibáñez Sotos      | Peugeot 208 T16         | 1:35:35.0 | +38.9      |
| 4.   | Daniel Marbán            | Víctor M. Ferrero        | Lotus Exige Cup 260     | 1:35:40.3 | +44.2      |
| 5.   | José Pedro Fontes        | Inês Ponte               | Citroën DS3 R5          | 1:37:35.3 | +2:39.2    |
| 6.   | Álvaro Lobera Robles     | Herminio González        | Porsche 997 GT3 RS 3.8  | 1:37:58.8 | +3:02.7    |
| 7.   | Alberto San Segundo      | Eva Navas                | Mitsubishi Lancer Evo X | 1:38:43.5 | +3:47.4    |
| 8.   | José Alonso Liste        | Javier Prieto            | Mini Rallye N2          | 1:41:53.6 | +6:57.5    |
| 9.   | Esteban Vallín           | Borja Odriozola          | Opel Adam R2            | 1:42:50.1 | +7:54.0    |
| 10.  | Ángel Paniceres Fuentes  | Francisco Javier Álvarez | Opel Adam R2            | 1:43:10.1 | +8:14.0    |